# Манастир Драганац
Манастир Драганац је манастир Српске православне цркве и припада Епархији рашко-призренској. Налази се близу места Прилепац у источном делу Косова и Метохије насељеном претежно Србима. Представља непокретно културно добро као споменик културе. Једина је активна монашка обитељ у Косовском Поморављу.

## Историја
Први се пут спомиње у даровници српског кнеза Лазара 1381. године. Манастир, као и село које је постојало око манастира добио је име по Лазаревој кћери Драгани. По народном предању манастир је подигао Константин Немањић, син српског краља Милутина.
Изграђен је на месту старе средњовековне цркве између 1865. и 1869. године и посвећен Светом архангелу Гаврилу. Изградњу цркве помогао је кнез Михаило који је за ту прилику приложио 100 дуката. У манастиру је убрзо отворена и једна од првих месних школа. Манастиром су до краја тог века (1895) управљали световњаци, па је зато слабо напредовао. Епископ Дионизије је маја 1900. године у манастирском храму произвео старог јеромонаха Дионизија за игумана манастира.
Дана 14. маја 1900. године митрополит Дионизије осветио манастир Драганац, у истоименом селу код Гњилана. Ту у манастирском храму одслужио је прву литургију, а појало је певачко друштво састављено од учитеља и грађана. Након поучне беседе митрополитове скупљен је прилог од народа од преко 30 турских лира.
Испред манастира се налази извор воде, познат у народу по својим лековитим својствима. У периоду комунистичке власти манастир је био опустео, а у њему је било смештено сиротиште. Манастир је поново обновљен 2008. године, највише заслугама игумана и настојатеља манастира Кирила. Њега је 2011. године на том месту наследио игуман Иларион, познат још и као некадашњи глумац Растко Лупуловић.